# Pleurodema tucumana
Pleurodema tucumana é uma espécie de anfíbio  da família Leptodactylidae.
É endémica da Argentina.
Os seus habitats naturais são: matagal de clima temperado, matagal árido tropical ou subtropical, marismas intermitentes de água doce, terras aráveis, pastagens, áreas agrícolas temporariamente alagadas, canais e valas.